# 古德生
古德生（1937年10月13日—2023年11月26日），广东梅县人，中国采矿工程专家，中南大学教授，中国工程院院士。

## 生平
1960年毕业于中南矿冶学院（现中南大学）。1995年当选为中国工程院院士。